# Ozzy & Jack's World Detour
Ozzy & Jack's World Detour es una serie de telerrealidad protagonizada por Ozzy Osbourne y su hijo Jack Osbourne. Se estrenó el 24 de julio de 2016 en el canal History. Durante cada episodio, Ozzy y Jack visitan lugares del mundo con el fin de conocer más sobre su cultura y sus tradiciones.